# سیارک ۴۴۳۰
سیارک ۴۴۳۰ (به انگلیسی: 4430 Govorukhin، نامگذاری:1978SX6) چهار هزار و چهارصد و سیمین سیارک کشف شده‌است که در ۲۶ سپتامبر ۱۹۷۸ کشف شد.
قدر مطلق سیارک برابر ۱۲٫۶۰ است.